# Stazione di Craughwell
La stazione di Craughwell  è una fermata ferroviaria della Western Railway Corridor che fornisce servizio a Craughwell, contea di Galway, Irlanda.

## Storia
Fu aperta il 15 settembre 1869 con il nome di Craughwell e fu ribattezzata Craughwell & Loughrea nel 1901. Il servizio viaggiatori fu soppresso il 5 aprile 1976, mentre quello merci fu chiuso il 30 agosto 1982.
Il servizio ferroviario passeggeri fu ripristinato il 29 marzo 2010, nell'ambito della riapertura del Western Railway Corridor.

## Movimento
- Treni locali Limerick–Galway

## Servizi
- Servizi igienici
- Capolinea autolinee
- Biglietteria self-service